# Russian Dolls
Russian Dolls (рус. Матрёшки) — американское реалити-шоу о шести эмигрантках из России и двух мужчинах, живущих в Нью-Йорке на Брайтон-Бич.
Премьера 12-серийного шоу состоялась на телеканале Lifetime 11 августа 2011 года.

## Отзывы
Реалити-шоу получило смешанные отзывы. Как отмечает «New York Press» "Russian Dolls это бруклинский Jersey Shore, но при этом шоу укрепляет уважение к русской культуре и родительским чувствам, что выделяет его из обычных бредовых реалити-шоу.
Шоу, ещё до выхода на экраны вызвало протесты у активистов общины и у политиков, представляющих русскоязычных избирателей в законодательных органах власти штата и города Нью-Йорк. Они опасаются негативного показа целой этнической группы. Так было и с такими реалити-шоу, как Jersey Shore или Real Housewives, где негативно показаны американцы итальянского происхождения. Теперь, как пишут нью-йоркские газеты, место полукарикатурных итальянцев на телеэкране могут занять полукарикатурные русские с пельменями, водкой из морозильника, русскими песнями во всю мощь из автомобилей, с искусственным загаром 40-летних девушек. Само название –  Russian Dolls, как считают противники шоу, наводит на мысль о русских проститутках. 30-секундный рекламный ролик лишь подлил масла в огонь.
Газета "Нью-Йорк Пост" назвала шестерых главных участниц телешоу, обожающих меха, драгоценности, эротичное нижнее бельё и дорогие рестораны – больными нарциссизмом. Это Анна Хазанова, Анастасия Куринная, Диана Косова, Светлана Рахман, Рената Крумер и Марина Левитис.

## Эпизоды
| Серия                    | Дата выхода        | Рейтинг/доля (18-49) | Кол-во зрителей (млн) |
| ------------------------ | ------------------ | -------------------- | --------------------- |
| Mama Dearest             | August 11, 2011    | 0.4                  | 0.97                  |
| From Ukraine with Love   | August 18, 2011    | 0.3                  | 0.77                  |
| Tough Russian Love       | August 25, 2011    | 0.2                  | 0.51                  |
| Ruski Business           | September 1, 2011  | 0.2                  | 0.63                  |
| Calendar Girls           | September 8, 2011  |                      |                       |
| New Year, Old Grievances | September 15, 2011 |                      |                       |
| Cold Wars                | September 22, 2011 |                      |                       |
| It Takes DVA To Tango    | September 29, 2011 |                      |                       |
| Single Russian Female    | October 6, 2011    |                      |                       |
| Eastern Promises         | October 13, 2011   |                      |                       |
| Perestroika              | October 20, 2011   |                      |                       |